# Piet Peters
Piet Peters (nascido em 28 de setembro de 1921) é um ex-ciclista holandês.
Defendeu as cores dos Países Baixos participando na prova individual e por equipes do ciclismo de estrada nos Jogos Olímpicos de Verão de 1948, disputadas na cidade de Londres, Reino Unido.